# Citroën Jumpy I - Fiat Scudo I - Peugeot Expert I
Citroën Jumpy I, Fiat Scudo I и Peugeot Expert I — серия малотоннажных грузовых автомобилей, выпускавшихся компаниями Citroen, Peugeot и Fiat с 1995 по 2006 год.

## История
Автомобили Peugeot Expert I и Citroën Jumpy I впервые были представлены в 1995 году. Их выпускали на совместном предприятии Sevel Nord во Франции вместе с конструктивными аналогами. По размеру Expert больше, чем Fiat Doblo, и меньше, чем Fiat Ducato. Маршрутное такси получило индекс Combinato. В 2004 году автомобили прошли рестайлинг.

## Двигатели
| Двигатель                                 | Модель двигателя                          | Объём                                     | Мощность                                  | Крутящий момент                           | Годы производства                         |
| Бензиновые двигатели внутреннего сгорания | Бензиновые двигатели внутреннего сгорания | Бензиновые двигатели внутреннего сгорания | Бензиновые двигатели внутреннего сгорания | Бензиновые двигатели внутреннего сгорания | Бензиновые двигатели внутреннего сгорания |
| ----------------------------------------- | ----------------------------------------- | ----------------------------------------- | ----------------------------------------- | ----------------------------------------- | ----------------------------------------- |
| 1.6 i.e.                                  | Fiat 220A2000                             | 1581 см3                                  | 79 л. с. при 5750 об/мин                  | 125 Н*м при 2750 об/мин                   | 1996—2000                                 |
| 2.0 i.e.                                  | PSA EW10                                  | 1997 см3                                  | 136 л. с. при 6000 об/мин                 | 190 Н*м при 4100 об/мин                   | 2000—2006                                 |
| Дизельные двигатели внутреннего сгорания  |                                           |                                           |                                           |                                           |                                           |
| 1.9 D                                     | PSA XUD9                                  | 1905 см3                                  | 69 л. с. при 4600 об/мин                  | 120 Н*м при 2000 об/мин                   | 1996—1999                                 |
| 1.9 D                                     | PSA DW8                                   | 1868 см3                                  | 69 л. с. при 4600 об/мин                  | 125 Н*м при 2500 об/мин                   | 1999—2006                                 |
| 1.9 TD                                    | PSA XUD9TE                                | 1905 см3                                  | 92 л. с. при 4000 об/мин                  | 196 Н*м при 2250 об/мин                   | 1996—1999                                 |
| 2.0 JTD                                   | PSA DW10                                  | 1997 см3                                  | 94 л. с. при 4000 об/мин                  | 215 Н*м при 1750 об/мин                   | 1999—2006                                 |
| 2.0 JTD                                   | PSA DW10                                  | 1997 см3                                  | 109 л. с. при 4000 об/мин                 | 250 Н*м при 1750 об/мин                   | 1999—2006                                 |
| 2.0 JTD (Combinato)                       | PSA DW10                                  | 1997 см3                                  | 109 л. с. при 4000 об/мин                 | 270 Н*м при 1750 об/мин                   | 2000—2006                                 |

## Галерея

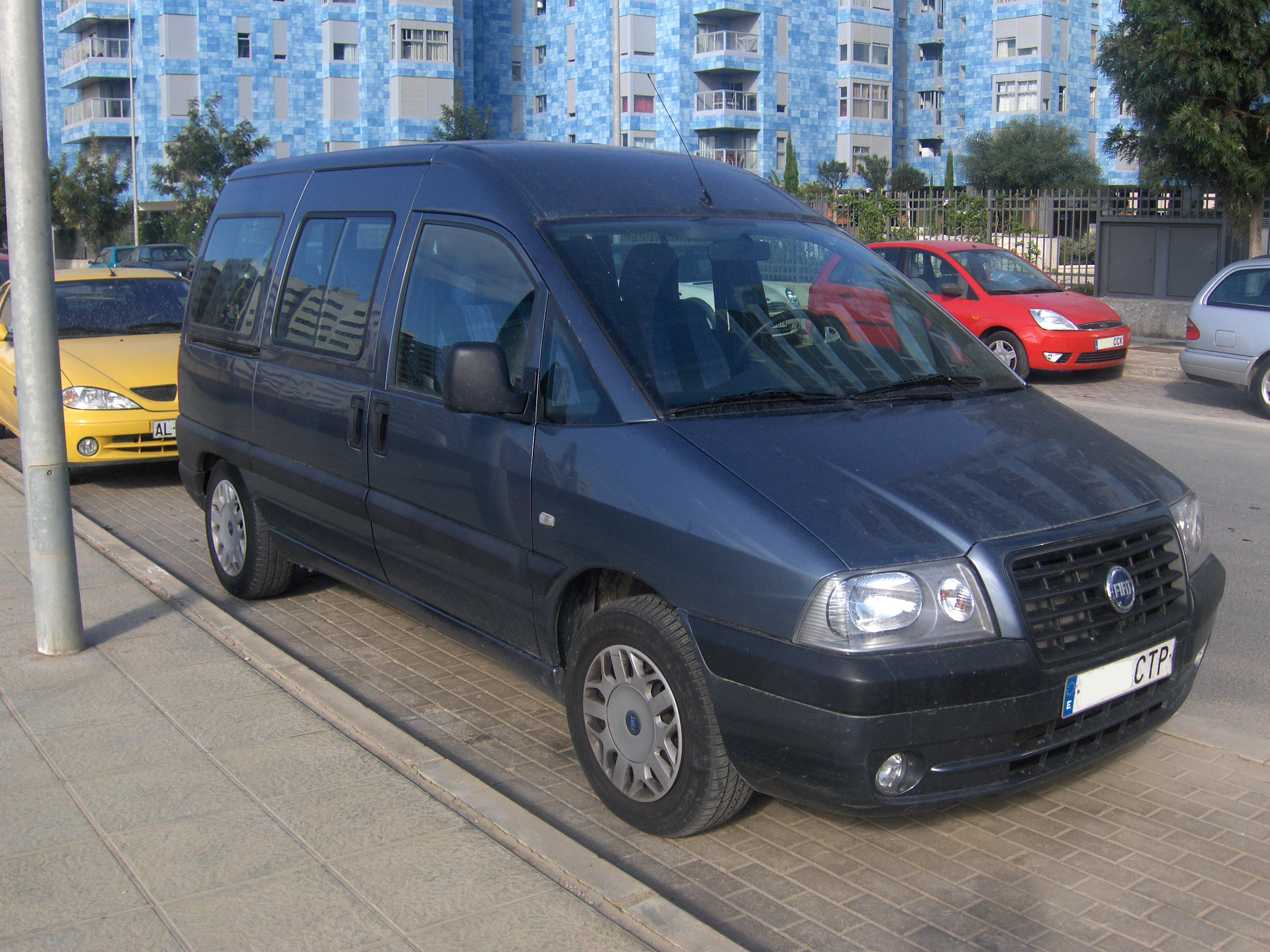
Fiat Scudo
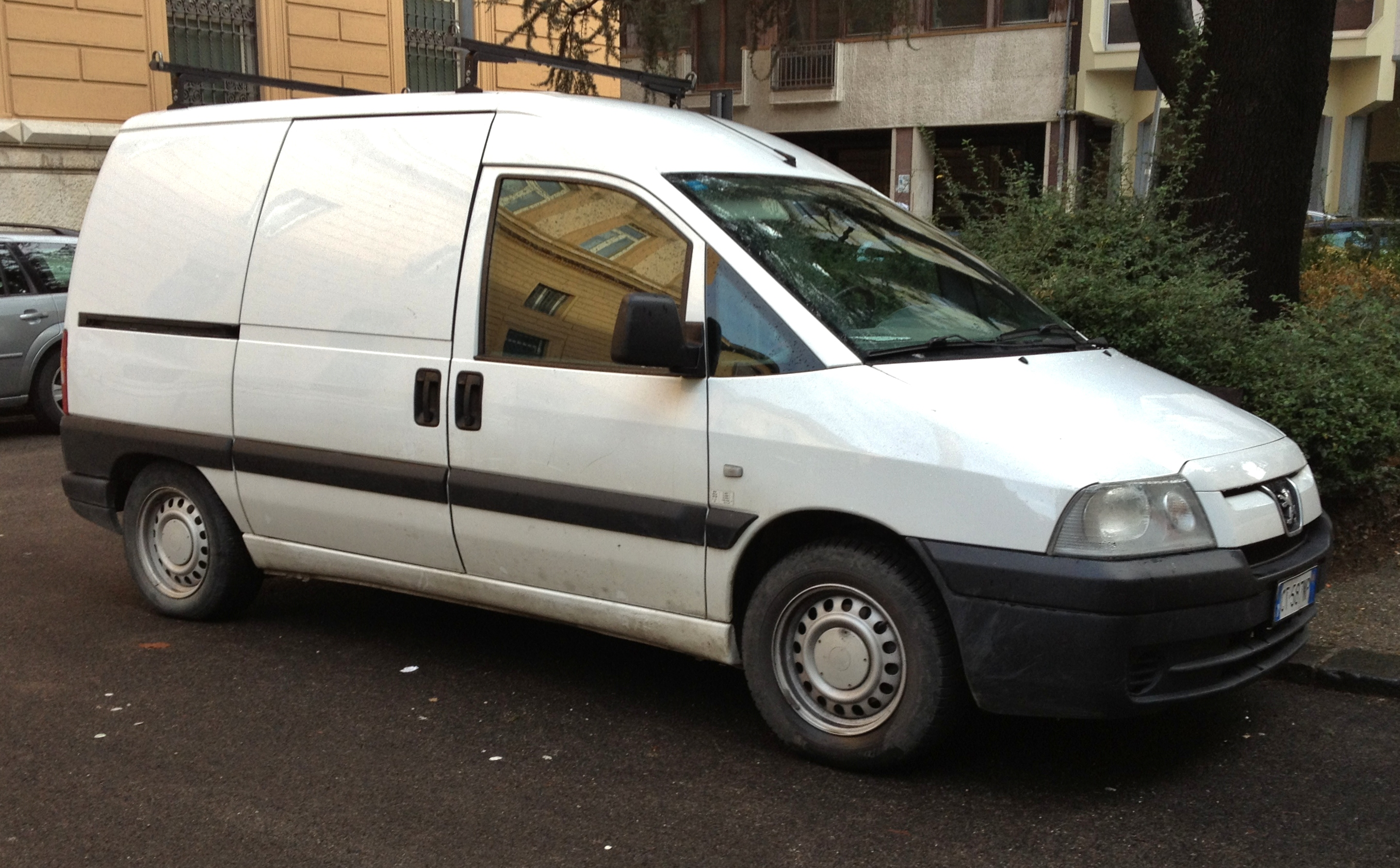
Peugeot Expert
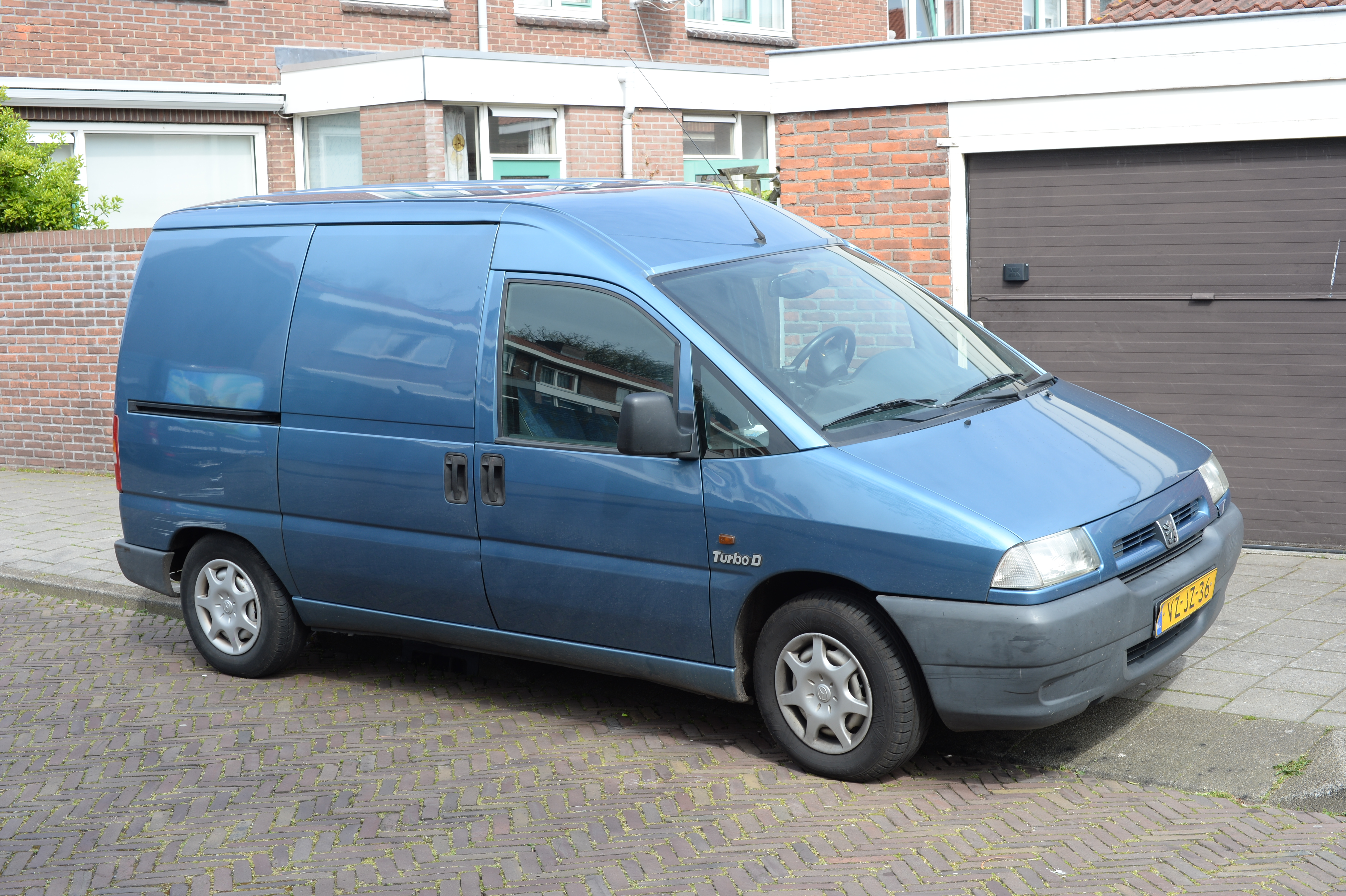
Peugeot Expert
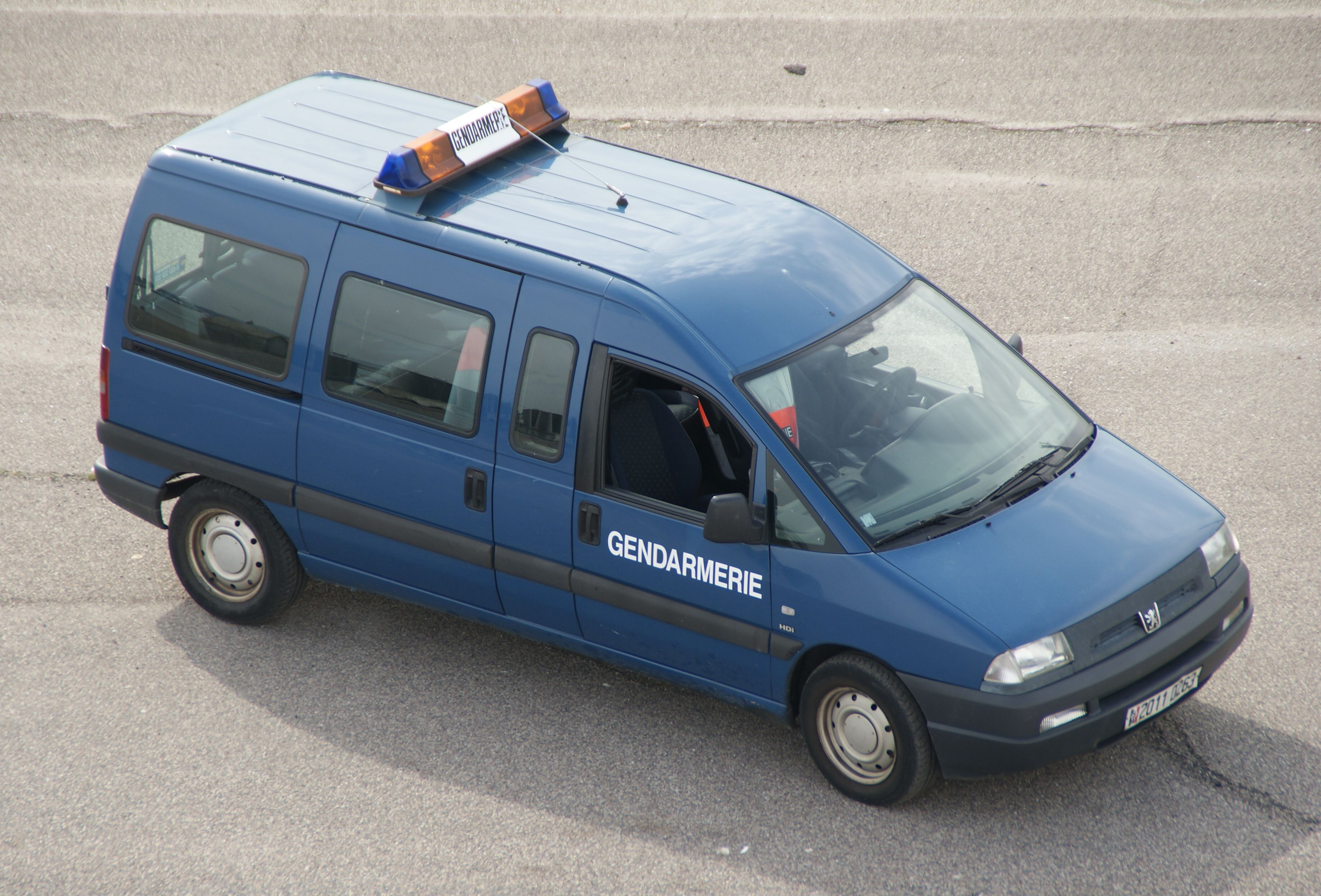
Peugeot Expert
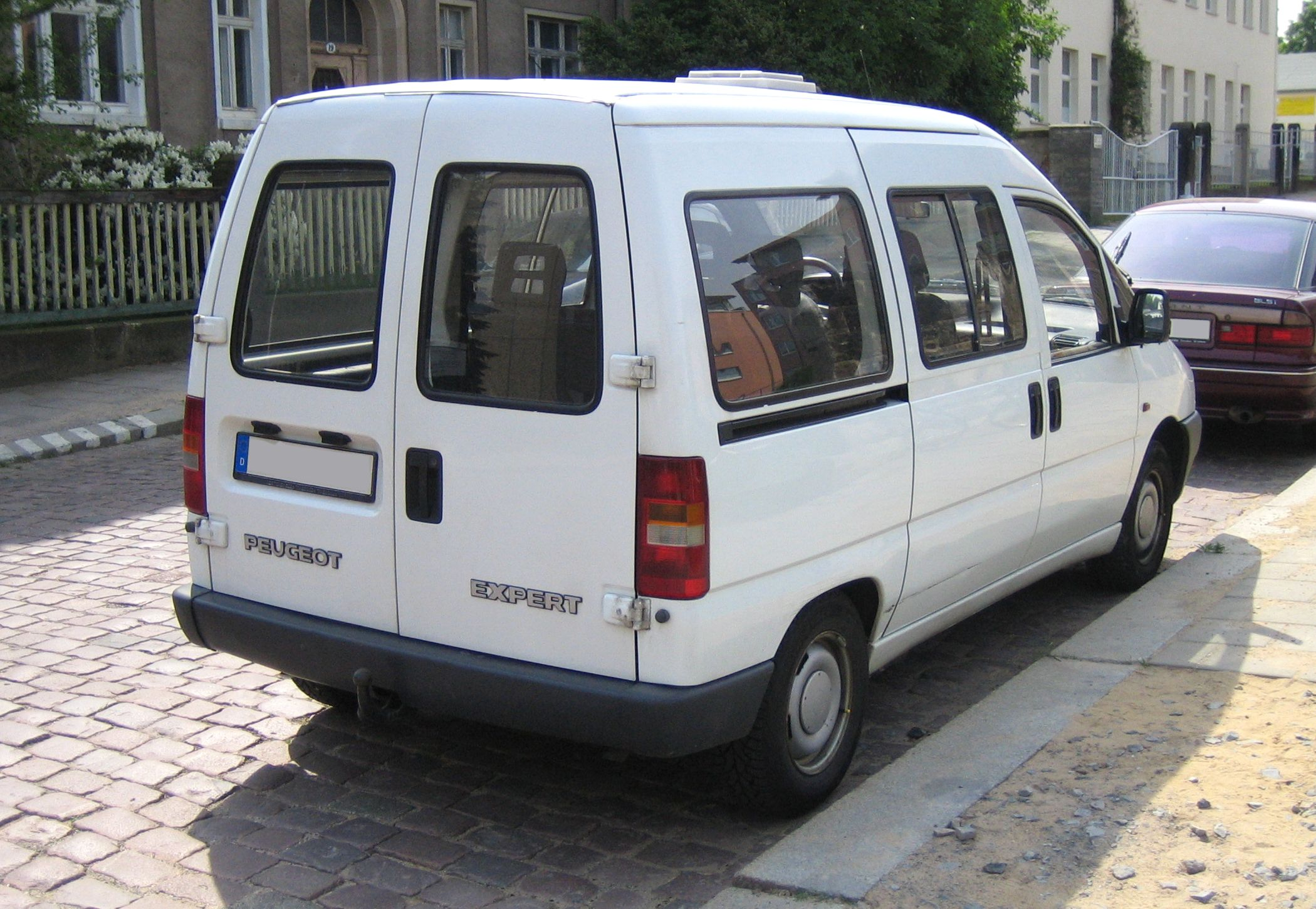
Peugeot Expert
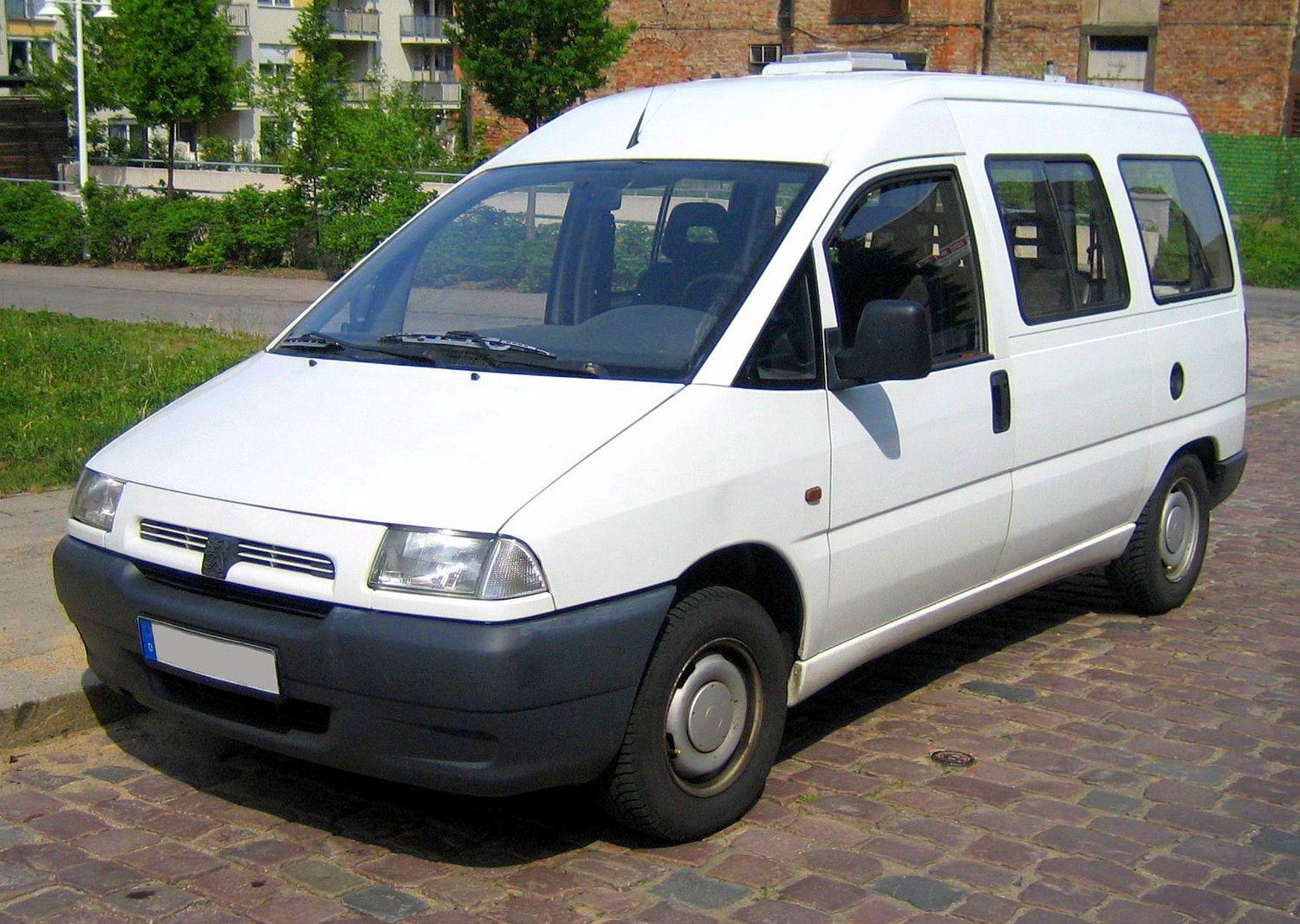
Peugeot Expert
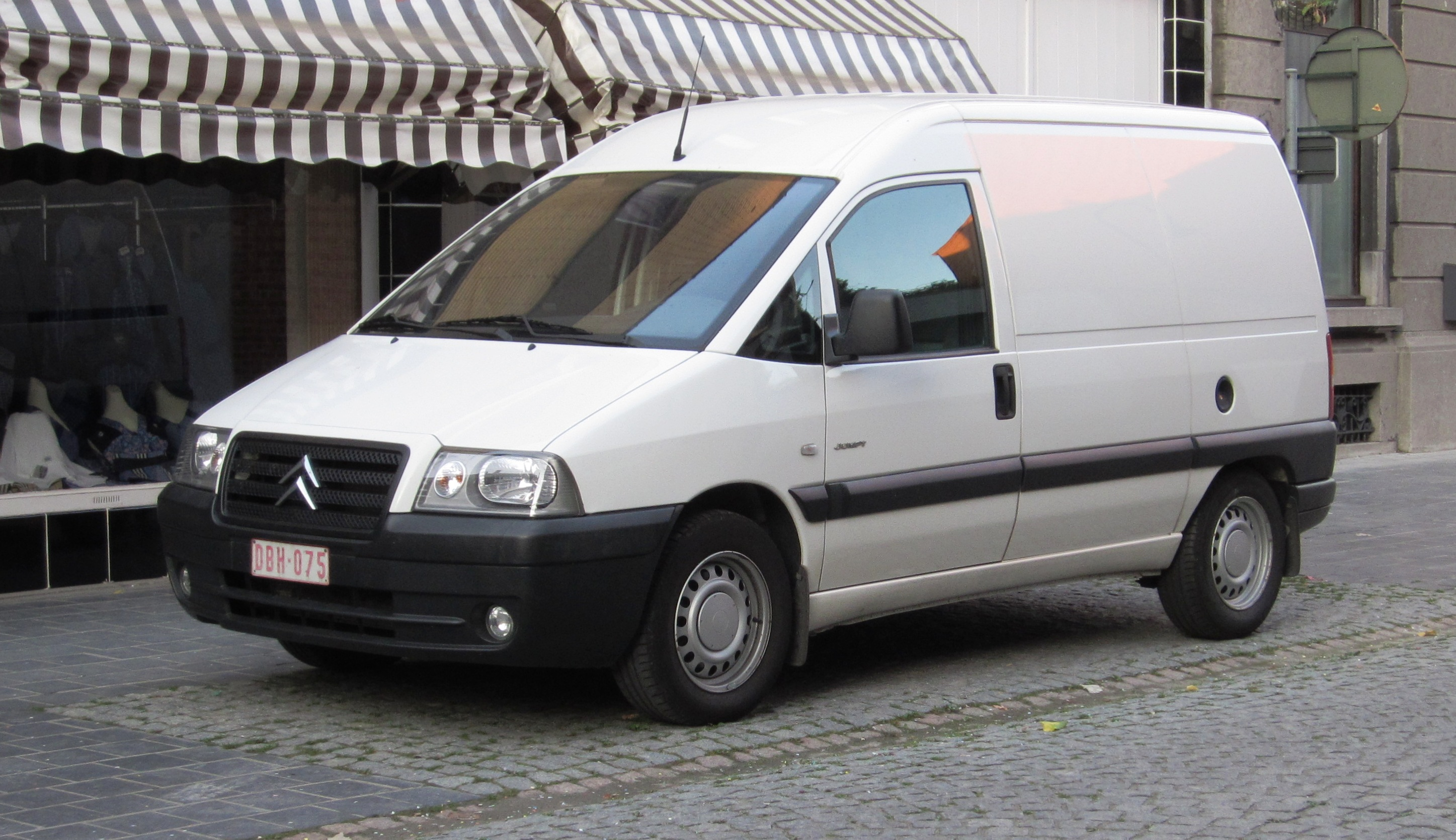
Citroën Jumpy
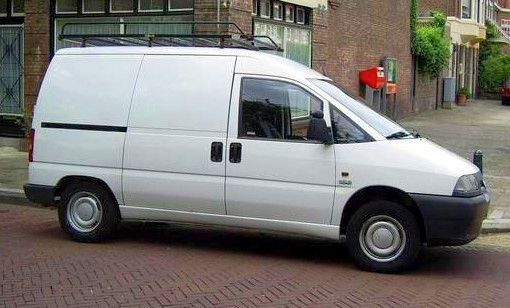
Citroën Jumpy
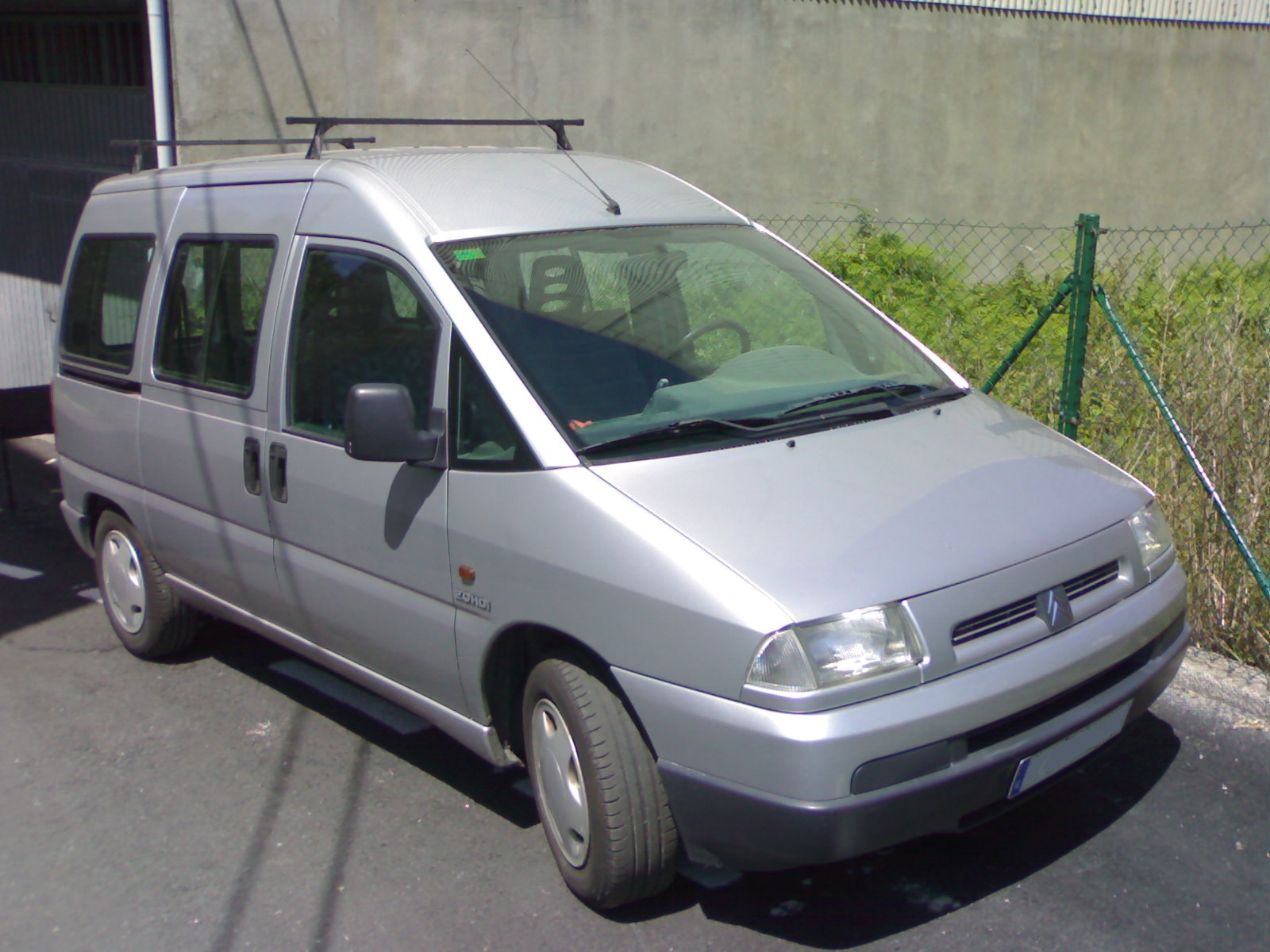
Citroën Jumpy
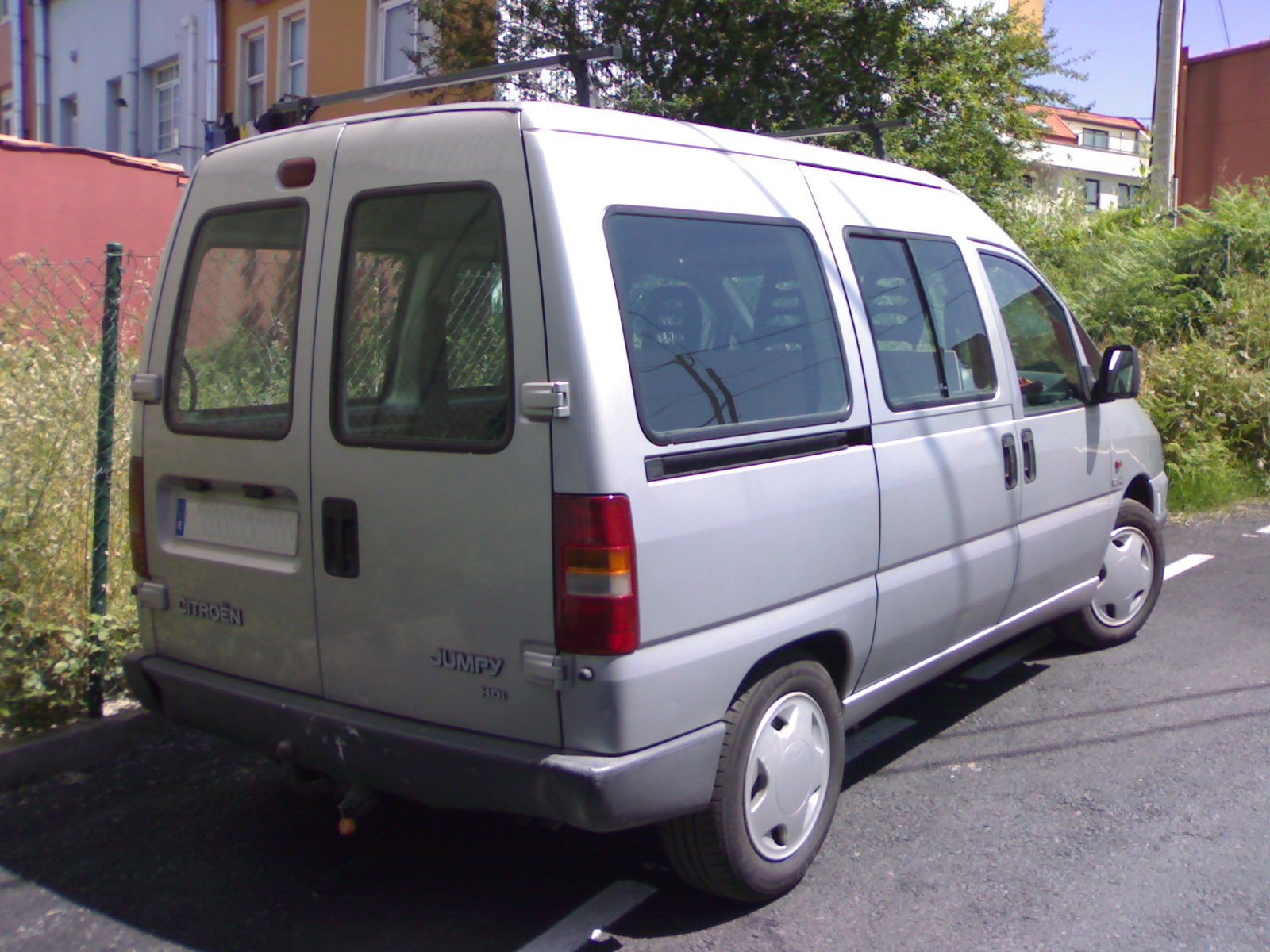
Citroën Jumpy